# Brian Krzanich
Brian M. Krzanich, född 9 maj 1960, är en amerikansk företagsledare som var VD för det multinationella elektronikföretaget Intel Corporation mellan 2013 och juni 2018. Han sitter också som ledamot i koncernstyrelsen för traktortillverkaren Deere & Company (John Deere) sedan 2016. Krzanich har arbetat inom Intel sen 1982 och innehar ett patent för halvledarbehandling.
Han avlade en kandidatexamen i kemi vid San Jose State University.